# Juan Delgado (calciatore uruguaiano)
Juan Delgado (Florida, 1889 – 1961) è stato un calciatore uruguaiano, di ruolo centrocampista.

## Biografia
Nato in Florida nel 1889, fu il primo giocatore di colore della nazionale di calcio uruguaiana; era figlio di schiavi africani.

## Carriera

### Club
Ha giocato nella prima divisione argentina, col Boca Juniors, e in quella uruguaiana, con Central Español e Peñarol.

### Nazionale
Con la nazionale urugaiana ha giocato 17 incontri tra il 1913 e il 1920, mettendo a segno una rete. Ha preso parte alla prima edizione della Coppa America, torneo che ha disputato anche nel 1919.

## Palmarès

### Club

#### Competizioni nazionali
- Campionato uruguaiano: 1

Peñarol: 1918

#### Competizioni internazionali
- Copa de Honor Cousenier: 1

Peñarol: 1918